# هیوسانگ جی‌تی۶۵۰
هیوسانگ جی‌تی۶۵۰ (به انگلیسی: Hyosung GT650) یک موتورسیکلت دوسیلندر کره‌ای با حجم ۶۴۷ سی‌سی این مدل در انواع (جی‌تی ۶۵۰) و (جی‌تی ۶۵۰آر) موجود است. 